# John Fastolf
Sir John Fastolf (zm. 5 listopada 1459) – rycerz i wódz angielski w czasie Wojny Stuletniej, prawdopodobnie pierwowzór szekspirowskiego Falstaffa. Był namiestnikiem Normandii, zarządcą Andegawenii i dowódcą Bastylii. Był synem szlachcica z Norfolk, Johna Fastolfa z Caister.
W roku 1413 został wysłany do Akwitanii i brał udział we wszystkich kolejnych kampaniach Henryka V we Francji. Zdobył na dworze opinię dobrego żołnierza, w rezultacie czego w roku 1423 został mianowany gubernatorem prowincji Maine i Andegawenii, zaś w lutym roku 1426 odznaczony Orderem Podwiązki. Niespodziewanie w tym samym roku dowództwo wojsk we Francji przejął John Talbot.

## Sukcesy i porażki
Po krótkim pobycie w Anglii w roku 1428 wrócił do Francji, by 12 lutego 1429 wziąć pod Orleanem udział w tzw. bitwie o śledzie. 18 czerwca tego samego roku siły angielskie pod dowództwem Fastolfa i Talbota poniosły klęskę pod Patay. Niektórzy historycy francuscy, winą za przegraną obarczali Talbota, który wykazał się zwyczajną u niego niefrasobliwością, zaś Fastolf zbiegł wprawdzie z pola bitwy, ale dopiero wówczas gdy stało się jasne, że żadna odsiecz nie nadejdzie. Inni kronikarze oskarżali go o tchórzostwo, co zresztą zaraz po bitwie zarzucał mu książę Bedford.
Fastolf służył we Francji aż do roku 1440 (a miał już wówczas ponad 50 lat), ale wciąż był podejrzewany o działanie na szkodę korony. Uważa się, że zarobił na zaciągach do wojska. Jeden z jego służących napisał o nim po latach: "Okrutny i mściwy, nigdy nie okazujący łaski", a zazdrośnicy mawiali, że po śmierci swojej żony zagarnął cały jej - należący się dzieciom - majątek. W każdym razie umiejętności administracyjne pozwoliły mu zgromadzić olbrzymi majątek.

## Śmierć i pochówek
Zmarł w Caister w listopadzie 1459 roku. Pochowany został obok swej żony Millicent, w specjalnie w tym celu wzniesionej kaplicy św. Beneta. Pod koniec życia był poplecznikiem Johna Pastona, posiadacza ziemskiego z Norfolk, który był podobno w posiadaniu ponad tysiąca (zazwyczaj krytycznych) listów krążących pomiędzy członkami rodziny Pastonów na temat Fastolfa.